# Gymnothorax microstictus
Gymnothorax microstictus är en fiskart som beskrevs av Böhlke 2000. Gymnothorax microstictus ingår i släktet Gymnothorax och familjen Muraenidae. Inga underarter finns listade i Catalogue of Life.